# Matemateca
A Matemateca (Matemateca IME-USP) reúne um acervo de objetos relacionados à matemática e ao ensino da matemática que está abrigado no Instituto de Matemática e Estatística da Universidade de São Paulo. Trata-se de numa iniciativa que remonta ao ano de 2003, quando professores ligados ao IME se mobilizaram e contaram com o apoio das Pró-Reitorias de Graduação e de Cultura e Extensão da USP ( Universidade de São Paulo) e do CNPQ ( Conselho Nacional de Pesquisa)  para a organização do acervo. A Matemateca organiza exposições abertas ao público.
Os professores que iniciaram o projeto foram:
- Deborah Raphael, Profa. Dra. do Departamento de Matemática do IME-USP ( Instituto de Matemática e Estatística da Universidade de São Paulo);
- Eduardo Colli, Prof. Dr. do Departamento de Matemática Aplicada do IME-USP ( Instituto de Matemática e Estatística da Universidade de São Paulo).
- Sônia Garcia, Profa. Dra. do Departamento de Matemática Aplicada do IME-USP ( Instituto de Matemática e Estatística da Universidade de São Paulo);

Professores colaboradores:
- Artur Simões Rozestraten, Prof. Dr. do Departamento de Tecnologia da Arquitetura da FAU-USP ( Faculdade de Arquitetura e Urbanismo da Universidade de São Paulo)

A matemateca também faz parceria com o Laboratório de Modelos e Ensaios da FAU-USP ( Faculdade de Arquitetura e Urbanismo da Universidade de São Paulo) (LAME).
A linguagem matemática é pesada e impeditiva para a maioria das pessoas. (...) Nosso objetivo é apresentar as diferentes facetas da área de modo lúdico.— Deborah Raphael, professora no IME-USP e uma das responsáveis pela Matemateca

## História
Em agosto de 2002 a exposição itinerante francesa da Cité des sciences et de I’industrie, visitou o IME, causando em alguns professores o desejo de construir um acervo com propósito de divulgar a estudantes da área de exatas conteúdos matemáticos não abordados em cursos de graduação. A estreia da Matemateca aconteceu durante a Primeira Semana da Licenciatura do IME. Em seguida foi levada para Salvador, Bahia, com o intuito de ser exposta na II Bienal da Sociedade Brasileira de Matemática. Uma apresentação no Rio de Janeiro, no IV Congresso Mundial de Centros de Ciência, em conjunto com a Estação Ciência da USP, evidenciou aos organizadores o potencial do acervo para o público geral, principalmente estudantes de todos os níveis. O projeto passou a visar a popularização da matemática, dando preferência a objetos interativos e que pudessem ser abordados por meio de desafios diretos ao visitante. Como forma de ampliar o campo de acesso, a Matemateca participou de um projeto em que houve a liberação de determinadas imagens pertencentes ao acervo, sendo arquivos digitais, sob a licença livre Creative Commons na Wikimedia Commons.

## Acervo
O acervo da Matemateca é dividido em aproximadamente quarenta temas distintos que englobam equações e funções entre outros conceitos da matemática e da estatística. Aos frequentadores, sejam eles alunos da USP, familiares, professores ou alunos de outras escolas e faculdades é concedida permissão total para manusear todo o conteúdo exposto, dessa forma permitindo e incentivando uma aprendizagem experimental interativa. Alguns itens podem ser vistos a seguir.
- Figuras de Chladni

Chapas feitas de metal, em várias formatações, cobertas com pó de serragem, que ao sofrer interferência das notas musicais emitidas pelo toque de um arco de violino, espalha-se e forma figuras geométricas.
- Roda D'água Caótica[6]

Feita por estudantes de graduação em um curso ministrado por dois professores do Departamento de Matemática do IME e um professor da FAU, a roda d’água caótica é composta por uma roda feita de material acrílico, posicionada verticalmente junto com vários copos, assim exercendo um movimento giratório imprevisível, sempre alternando lados. A obra manifesta o caos, visto na teoria dos sistemas dinâmicos 
- Balancinho[6]

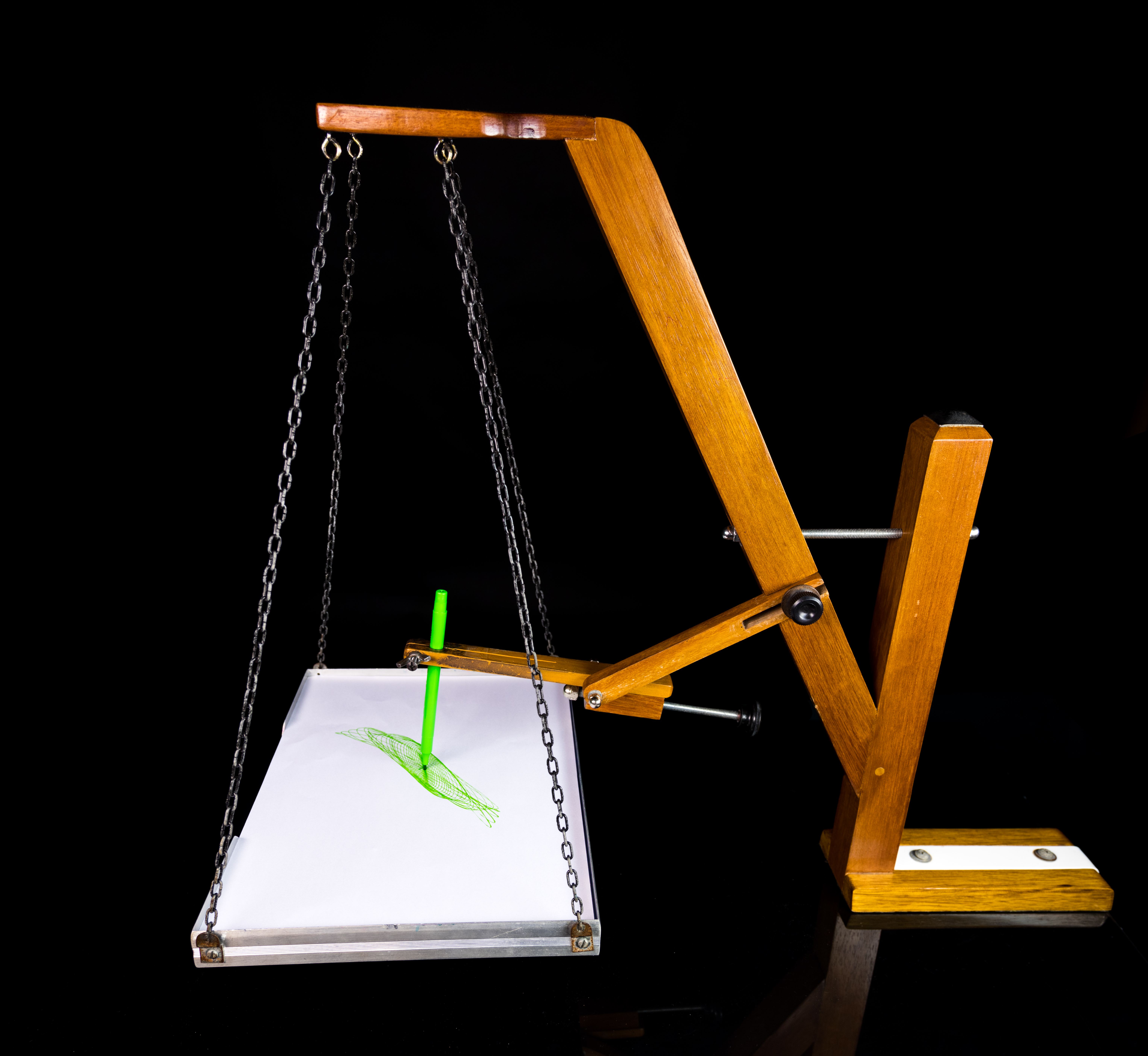
Balancinho

Tendo o nome oficial de harmonógrafo, a estrutura conhecida como Balancinho, uma analogia aos balanços de parques, é composta por uma superfície coberta com papel sulfite, sendo em seguida colocada em movimento para que uma caneta, fixada a uma haste de madeira, faça desenhos na folha por meio do balanço.
- Topologia de superfície[6]

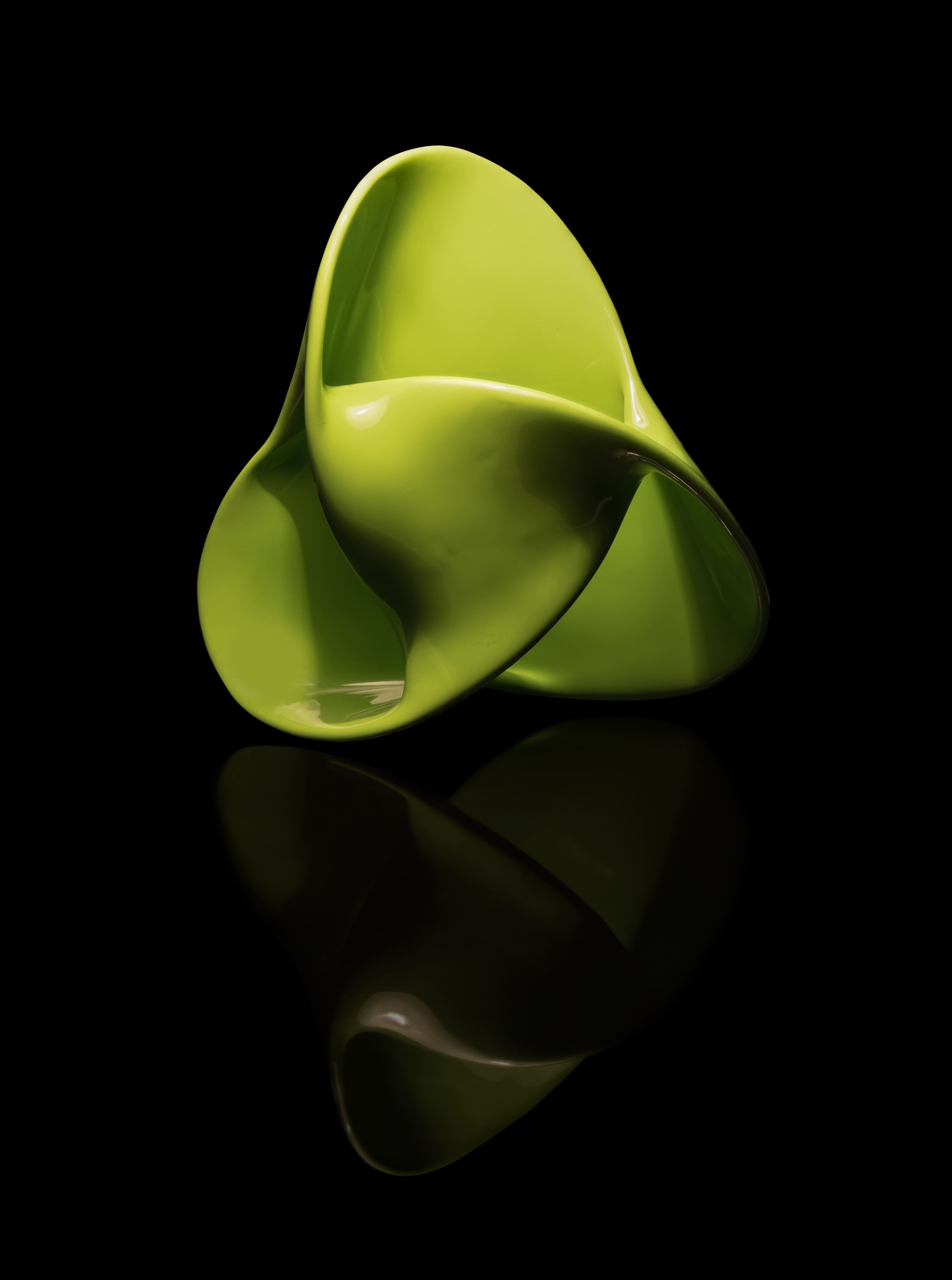
Topologia de superfície.

Retratação em que se duas superfícies, ao sofrerem deformações e tomarem formatos iguais sem rompimento, serão consideradas semelhantes.
- Superfícies Regradas[6]

Referência à estruturas curvadas, que contém em sua composição apenas retas.
- Pêndulo Duplo e o Efeito Borboleta
- Braços Articulados
- Anamorfose do cilindro Espelhado
- Centro de Massa de Figuras planas
- Topologia Algébrica
- Teoria dos Nós e Enlaces
- Poliedros Convexos e Faces Regulares
- Régua de Cálculo
- Ladrilhamentos
- Poliedros flexíveis
- Equidecon Ponibilidade
- Películas de Sabão
- Geometria na Esfera
- Triângulo de Reuleaux
- Elipsográfos
- Simetrias do Cubo
- O Jogo " Hex "
- Arruelas Descendentes
- O Cone que Sobe a Rampa
- Árvores de Steiner
- Montanhas de Areia
- A Rampa tautócrona
- A Máquina de Somar - Base 2
- A Série Harmônica
- Rodas Dentadas
- Tabuleiro de Galton
- Jogo da Vingança Olímpica
- As pontes de königsberg
- Jogo da Velha Tridimensional
- Icosiano
- O Que Tem nos Chocalhos?
- Dados Não Transitivos
- O sorteio de Amigo Secreto
- O Trângulo Impossível
- Quebra de simetria
- Máquinas de Simetria
- Poliedros

## Deslocamento
O museu se encaixa em um padrão itinerante devido à falta de espaço da USP para sua constante exposição. Por isso, o acervo fica guardado e é exposto quando surge a oportunidade de apresentação do material em alguma situação. A Matemateca possui um histórico de algumas exposições expostas a seguir.
1. USP São Carlos: curta temporada, 1 a 11 de outubro, no Centro de Divulgação Científica e Cultural (CDCC).[8]
2. UNICAMP: outubro de 2012, no Museu Exploratório de Ciências.[9]
3. IME – USP: 12 de novembro a 12 de dezembro de 2014, juntamente com a “Porquoi les Mathématiques?”, exposta pela primeira vez em São Paulo. O evento marcou o início da colaboração entre a Matemateca e a Maison des Mathématiques et de l’Informatique de Lyon.[10]
4. Virada Malba Tahan: 5 e 6 de maio de 2017, no próprio IME com organização do Centro de Aperfeiçoamento do Ensino da Matemática.[11]

## Galeria

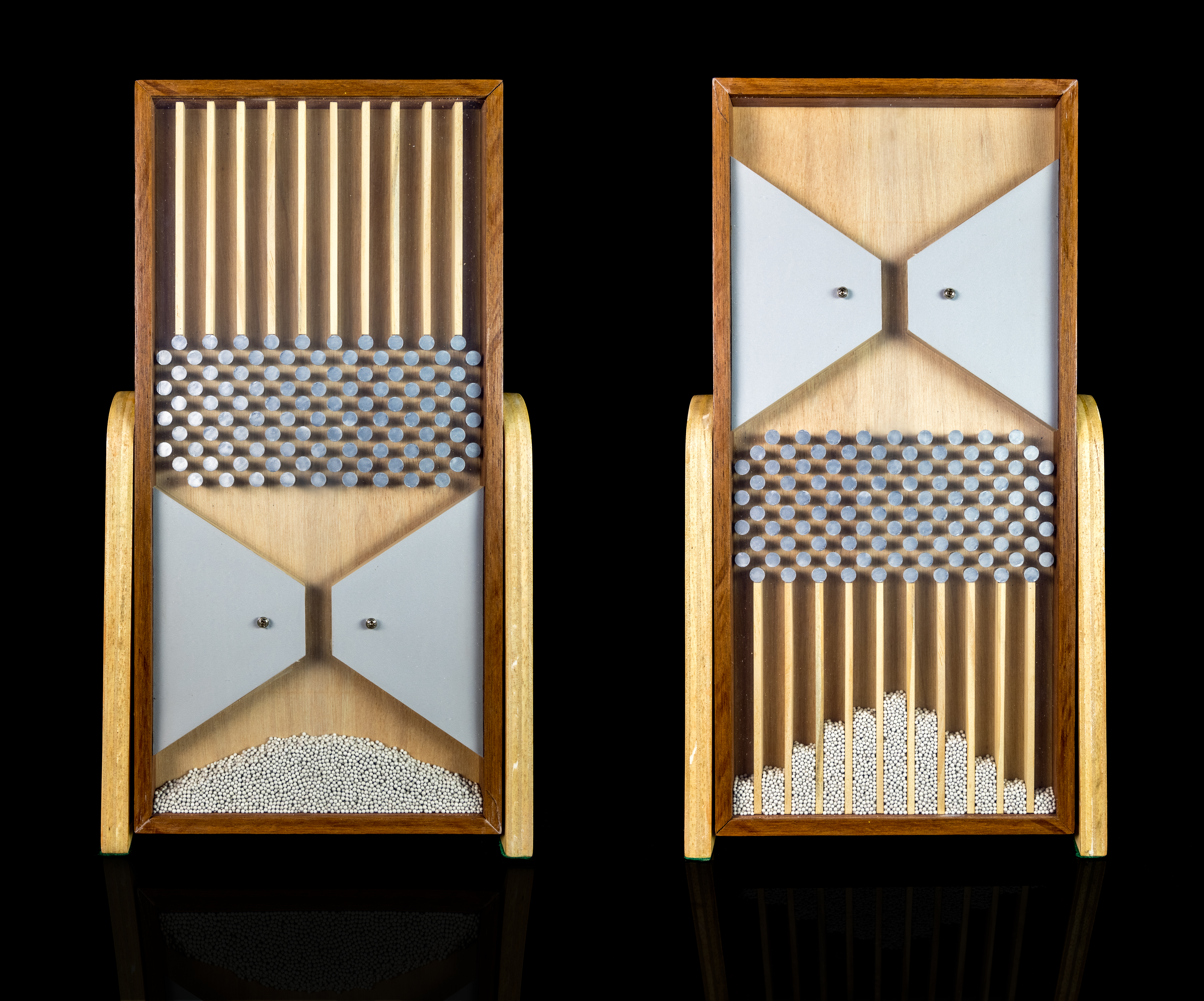
Tabuleiros de Galton
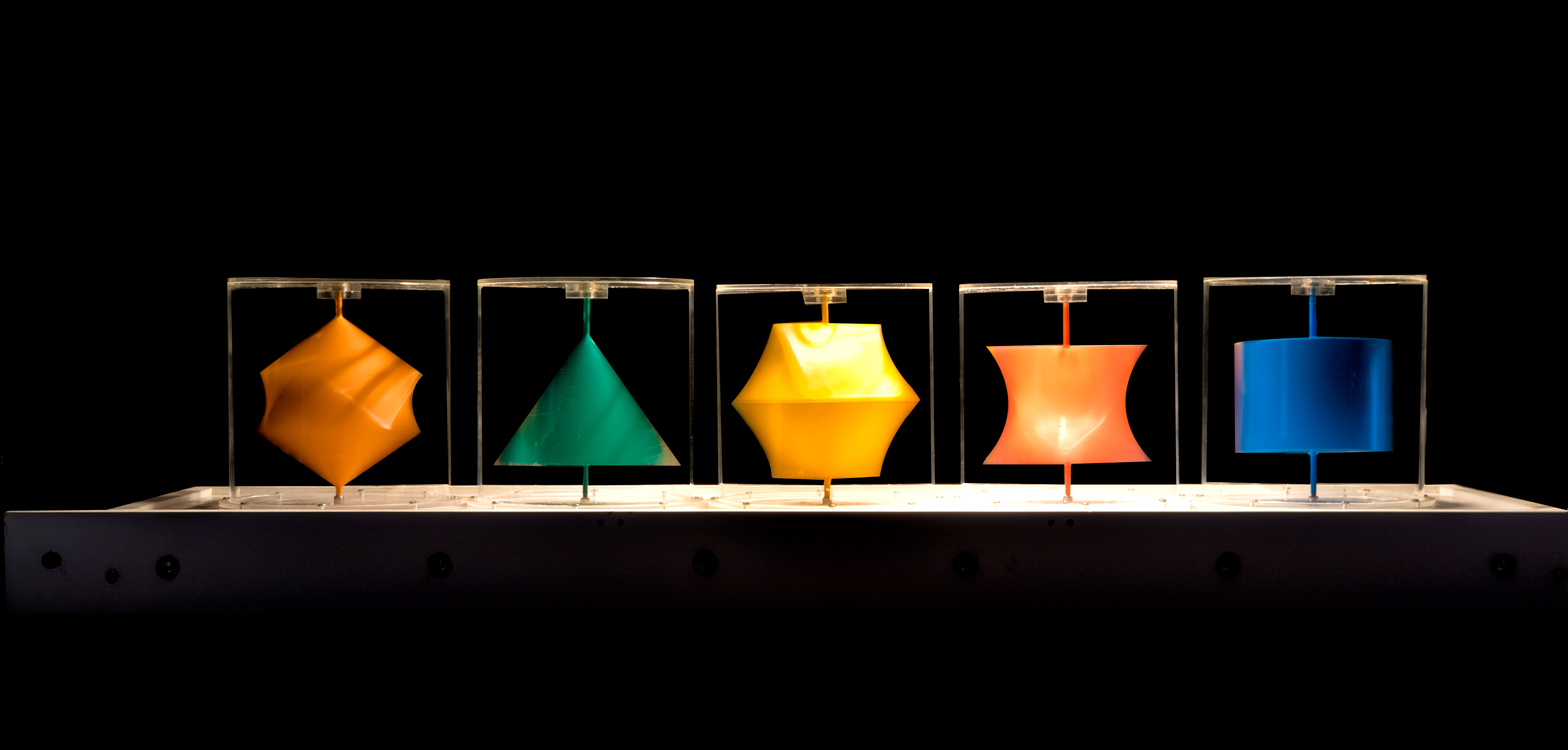
Poliedros